# Saint-Christoly-Médoc
Saint-Christoly-Médoc es una comuna francesa, situada en el departamento de la Gironda, en la región de Aquitania en el suroeste de Francia. 

## Geografía
Comuna situada en el Médoc. Produce vino de la AOC Médoc.

## Demografía
| 365 | 385 | 378 | 381 | 337 | 323 |
| Para los censos de 1962 a 1999 la población legal corresponde a la población sin duplicidades (Fuente: INSEE [Consultar]) |     |     |     |     |     |